# Afrikastudien
Als Afrikastudien (englisch African studies) oder Afrikawissenschaften, selten auch Afrikanologie, wird das Gebiet der interdisziplinären Regionalwissenschaften zu Afrika bezeichnet. Dazu gehört neben der Afrikanistik im engeren Sinne (als Wissenschaft der afrikanischen Sprachen und Literaturen) ein weites Feld von Geistes-, Sozial- und Naturwissenschaften. Dabei liegt der Fokus meist auf Afrika südlich der Sahara.

## Geschichte
Die frühesten Ursprünge der Afrikastudien können in der anthropologischen Forschung durch Abenteurer, Missionare und Kolonialadministratoren in der Zeit der Kolonisierung Afrikas durch europäische Mächte gesehen werden. Zu den Afrikaforschern der vorkolonialen und kolonialen Phase gehören Mungo Park, David Livingstone, Heinrich Barth, Adolf Overweg, Gustav Nachtigal und Georg Schweinfurth. Die Anfang des 20. Jahrhunderts in Deutschland entstandene Afrikanistik verstand sich in erster Linie als Wissenschaft der afrikanischen Sprachen. Ihre frühen Vertreter Carl Meinhof und Diedrich Westermann befassten sich aber auch mit kulturellen und sozialen Fragen zu afrikanischen Völkern.
African studies im heutigen Sinn als Regionalwissenschaft entwickelten sich nach 1945 vor allem in den Vereinigten Staaten im historischen Kontext der beginnenden Dekolonisierung Afrikas und des Kalten Krieges. Die Area studies amerikanischer Prägung sollten in jener Zeit Wissen über verschiedene Weltgegenden liefern, das der weltweiten Macht der USA im ideologischen Wettbewerb einen Vorteil verschaffen sollte. In Europa – insbesondere den damaligen Kolonialmächten – entstanden Zentren für Afrikastudien, die der „Entwicklungs“-Agenda in der Spätphase des Kolonialismus dienen und damit nationalen Unabhängigkeitsbestrebungen entgegenwirken sollten. Dazu gehörte auch die Gründung von Universitäten und Hochschulen in den afrikanischen Kolonien mit eigenen Einrichtungen für Afrikastudien. Die ersten Lehrkräfte an diesen Instituten sowohl in Europa als auch in Afrika waren oft ehemalige Kolonialbeamte. Später waren die Afrikastudien in den Industrieländern oft mit Entwicklungszusammenarbeit verbunden. Einige Zentren und Programme für Afrikastudien wurden aus den Budgets für Entwicklungshilfe europäischer, nordamerikanischer oder asiatischer Staaten finanziert. Kürzungen in den Hilfsbudgets wirkten daher oft auch als Einschnitte für Forschung und Lehre der Afrikastudien.
Die ersten Zentren für Afrikastudien in Afrika selbst waren oft Ableger von entsprechenden Zentren in den kolonialen Mutterländern und die ersten afrikanischen Fachvertreter waren zumeist im Globalen Norden ausgebildet. Nach der Unabhängigkeit afrikanischer Staaten gab es ein Streben nach „Afrikanisierung“ mit stärker nationalistischen Diskursen und intensiven Bemühungen, Afrikastudien in Afrika und durch Afrikaner neu zu gestalten. Besonders ausgeprägt war dies im Bereich der Geschichtsschreibung, die hergebrachte Erzählmuster zum Teil radikal infrage stellte. Produktive und lebhafte Schulen der Afrikawissenschaften entwickelten sich insbesondere in Daressalam (Tansania), Dakar (Senegal), Ibadan und Zaria (beide in Nigeria).
In der Bundesrepublik Deutschland beschränkte sich die Afrikanistik nach 1945 weitgehend auf die Sprachwissenschaft, da sie als unpolitisch und vermeintlich weniger belastet von nationalsozialistischer Ideologie galt. In der DDR waren die Regionalwissenschaften – zu denen auch die Afrikawissenschaften zählten – stärker gesellschaftswissenschaftlich geprägt. Sie hatten den Auftrag, „Kader“ für Außen- und Kulturpolitik, Außenhandel und Journalismus auszubilden, und sollten der Pflege von Beziehungen zu sozialistischen „Bruderländern“ und blockfreien Staaten in der „Dritten Welt“ dienen. Einen Schwerpunkt gab es an der Universität Leipzig, wo 1969 eine eigene Sektion für Afrika- und Nahostwissenschaften eingerichtet wurde. An der Universität Bayreuth prägte Eckhard Breitinger Ende der 1970er-Jahre den Begriff „Afrikanologie“ für interdisziplinäre Forschung und Lehre zu Afrika im Gegensatz zur philologisch ausgerichteten Afrikanistik. Sabine Cerbaulet vermutete 1985 in der Zeit, dass Angehörige der bayerischen Staatsregierung aufgrund der vielfältigen Afrikainteressen an der Einrichtung des Studiengangs inspirierend mitgewirkt haben. Möglicherweise wollten sie die Universität Bayreuth zu einem Zentrum der Afrikaforschung in Deutschland auszubauen.

## Institute und Ausbildung im deutschsprachigen Raum
Deutschland
- Universität Bayreuth: Institut für Afrikastudien
  - Bachelor-Studiengänge: African Verbal and Visual Arts: Languages, Literatures, Media and Art; Geographien internationaler Entwicklung, Fokus Afrika; Interdisziplinäre Afrikastudien; Internationale Wirtschaft & Entwicklung
  - Master-Studiengänge: African Verbal and Visual Arts: Languages, Literatures, Media and Art; European Interdisciplinary Master African Studies; Kultur und Gesellschaft Afrikas; Development Studies; Global History; Sozial- und Kulturanthropologie
- Humboldt-Universität zu Berlin: Institut für Asien- und Afrikawissenschaften, Seminar für Afrikawissenschaften
  - Bachelor-Studiengang: Regionalstudien Asien/Afrika
  - Master-Studiengänge: Asien/Afrikastudien; Global Studies; Global History
- Goethe-Universität Frankfurt am Main: Institut für Afrikanistik[7]
  - Bachelor-Studiengang: Afrikanische Sprachen, Medien und Kommunikation (in Kooperation mit Mainz)
- Universität Hamburg: Asien-Afrika-Institut, Abteilung für Afrikanistik und Äthiopistik
  - Bachelor-Studiengang: Afrikanische Sprachen und Kulturen
  - Master-Studiengang: Afrikanische Sprachen und Kulturen
- Universität zu Köln: Institut für Afrikanistik und Ägyptologie[8]
  - Bachelor-Studiengang: Sprachen und Kulturen Afrikas
  - Master-Studiengänge: Afrikanistik und Ägyptologie; Culture and Environment in Africa
- Universität Leipzig: Institut für Afrikastudien[9]
  - Bachelor-Studiengang: Afrikastudien
  - Master-Studiengang: African Studies
- Johannes Gutenberg-Universität Mainz: Institut für Ethnologie und Afrikastudien[10]
  - Bachelor-Studiengänge: Afrikanische Sprachen, Medien und Kommunikation (in Kooperation mit Frankfurt); Ethnologie; Linguistik mit Schwerpunkt Afrikanistik
  - Master-Studiengang: Ethnologie des Globalen
- German Institute for Global and Area Studies: Institut für Afrika-Studien[11]

Österreich
- Universität Wien: Institut für Afrikawissenschaften
  - Bachelor-Studiengang: Afrikawissenschaften
  - Master-Studiengang: Afrikawissenschaften

Schweiz
- Universität Basel: Zentrum für Afrikastudien
  - Master-Studiengang: African Studies

## Fachverbände
- Schweizerische Gesellschaft für Afrikastudien
- Vereinigung für Afrikawissenschaften in Deutschland

## Periodika und Schriftenreihen (Auswahl)
- Africa (Cambridge University Press)
- Africa Spectrum
- African Affairs
- African Studies Review
- Afrika-Bulletin
- Afriques: Débats, Méthodes et Terrains d’Histoire
- Bayreuth African Studies Series
- Critical African Studies
- Global Africa
- Journal of African Cultural Studies
- Journal of African Languages and Literatures
- Nordic Journal of African Studies
- Routledge African Studies
- Schweizerische Afrikastudien – Etudes africaines suisses
- Stichproben. Wiener Zeitschrift für kritische Afrikastudien
- The African Journal of Information and Communication